# Matteo Lodo
Matteo Lodo, né le 25 octobre 1994 à Terracina, est un rameur italien.

## Palmarès

### Championnats du monde
| Discipline       | Chungju 2013 Corée du Sud | Amsterdam 2014 Pays-Bas | Aiguebelette 2015 France |
| ---------------- | ------------------------- | ----------------------- | ------------------------ |
| Quatre de pointe |                           |                         | Or                       |

### Championnats d'Europe
| Discipline       | Séville 2013 Espagne | Belgrade 2014 Serbie | Poznań 2015 Pologne |
| ---------------- | -------------------- | -------------------- | ------------------- |
| Quatre de pointe |                      |                      |                     |